# Coniopteryx (Xeroconiopteryx) obtusa
Coniopteryx (Xeroconiopteryx) obtusa is een insect uit de familie dwerggaasvliegen (Coniopterygidae), die tot de orde netvleugeligen (Neuroptera) behoort. De soort komt voor in India.